# 比企三郎
比企 三郎（ひき さぶろう）は、鎌倉時代前期の比企一族の武士。鎌倉幕府有力御家人・比企能員の子。実名については宗員とする説や宗朝とする説がある。

## 生涯
建久10年（1199年）、源頼家が十三人の合議制に反発し、狼藉不問などの特権を与えた取次役の5人に弟の比企時員や小笠原長経、中野能成らとともに選ばれている。正治元年（1199年）、頼家が鎌倉不在の御家人・安達景盛の妾を奪った際には、小笠原長経、中野能成、和田朝盛、細野四郎とともに加担。後に景盛が訴えを起こしたため、頼家より他の4人らとともに景盛追討を命じられた。この争いは頼家生母・北条政子の奔走によって回避されたが、後に政子は三郎ら頼家側近を「邪侫之属」と非難している。その後も頼家の近臣として名が見られるが、建仁3年（1203年）に比企能員の変が起こると時員ら一族とともに小御所に籠もり、北条氏方に攻められて討死した。

## 関連作品
テレビドラマ
- 『草燃える』（1979年、NHK大河ドラマ） - 演：武田洋和 ※役名は比企宗員
- 『鎌倉殿の13人』（2022年、NHK大河ドラマ） - 演：Kaito ※役名は比企宗朝